# Diadelioides similis
Diadelioides similis là một loài bọ cánh cứng trong họ Cerambycidae.